# Trybliophorus peruvianus
Trybliophorus peruvianus är en insektsart som beskrevs av Bruner, L. 1910. Trybliophorus peruvianus ingår i släktet Trybliophorus och familjen Romaleidae. Inga underarter finns listade i Catalogue of Life.